# کارل رندال
کارل رندال (انگلیسی: Carl Randall؛ زاده ۱۹۷۵) نقاش اهل بریتانیا بود. یک نقاش فیگوراتیو بریتانیایی است که آثارش بر اساس تصاویری از ژاپن و لندن مدرن است.